# Mateusz z Arras
Mateusz (Maciej) z Arras (ur. ok. 1290 w Arras, zm. 1352 w Pradze) – francuski architekt, autor projektu chóru katedry św. Wita w Pradze. Za jego życia ukończono jedynie dolne partie kaplic i obejścia. Po śmierci Mateusza prace nad katedrą przejął Peter Parler, który kontynuował budowę według jego planów.